# 애니 코르디

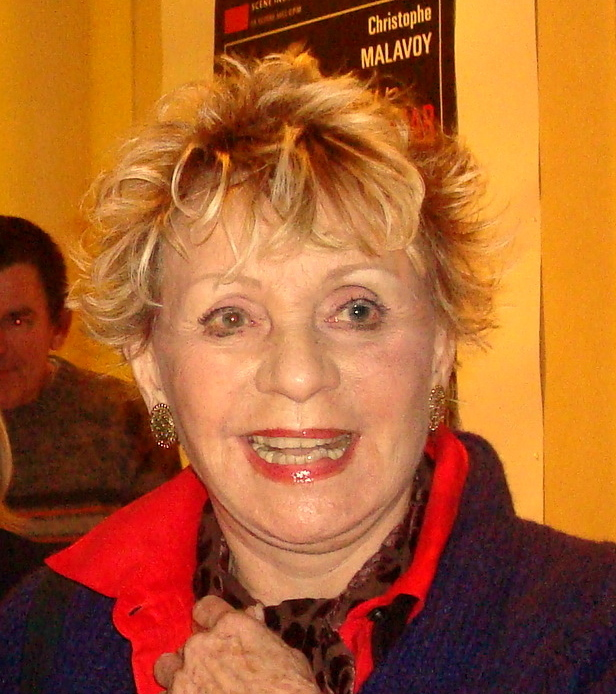
애니 코르디

애니 코르디(Annie Cordy, 1928년 6월 16일 ~ 2020년 9월 4일)는 벨기에의 가수이다. 브뤼셀에서 태어났다. 1948년에 음악학교를 졸업한 후 그 곳에 있는 지붕 위의 황소라는 공연장에서 데뷔하였다. 1952년에 개최된 도비르 콩쿠르에서 모리스 슈발리에상을 수상하였다. 역시 그 해에 오페레타 《꽃피는 길》에 출연하여 성공을 거두었다. 그리고 1955년에는 《오 베시》로 디스크 대상을 획득하였다.pOUR UNE GROSSE ELODIE